# Ісхак Караманід
Ісхак-бей (тур. Sultanzâde İshak Bey; д/н — після 1466) — 17-й володар бейліку Караманідів в 1463—1466 роках. Боротьбою з братом Пір Ахметом привів державу до остаточного занепаду.

## Життєпис
Син Ібрагім-бея II від наложниці. Дата народження невідома. Наприкінці 1450-х або на початку 1460-х років Ісхак отримав від батька державну скарбницю, надав в ікту Іч-іль та Силіфке. 1463 року проти Ібрагім-бея II повстав інший син Пір Ахмет, що взяв в облогу Конью. Невдовзі Ісхака оголосили новим беєм Караманідів. Втім більшість військовиків було на боці Пір Ахмета, якого підтримував також османський султан Мехмед II. Зрештою Ісхак-бей з батьком прорвалися крізь облогу. Але у фортеці гевеле Ібрагім помер. Ісхак закріпився в Силіфке.
Намагався укласти союзний договір з османським султаном, але невдало, оскільки той забажав значні територіальні поступки. Ісхак-бей також не отримав підтримки від Мамлюкського султанату. Невдовзі проти нього виступив Хамза-бей, османський санджакбей Анталії.
1465 року звернувся по допомогу до Узун-Хасана, бея Ак-Коюнлу, який допоміг захопити увесь бейлік Караманідів. Проте їх спільні війська того ж року у битві біля Дагпазарі зазнали поразки від османських військ, що привів Пір Ахмет. У 1466 році Ісхак зумів захопити місто Караман, але того ж року зазнав поразки від османів й вимушений був тікати до Персії. Подальша доля невідома.